# Life Is Strange 2
Life Is Strange 2 (с англ. — «Жизнь — странная штука 2») — эпизодическая компьютерная игра с элементами приключения в жанре интерактивного кино, разработанная французской компанией «Dontnod Entertainment» под издательством «Square Enix». Это третья часть в серии Life Is Strange и вторая после первого сезона, разработанная «Dontnod Entertainment». Первый из пяти эпизодов был выпущен 27 сентября 2018 на Microsoft Windows, PlayStation 4 и Xbox One. «Feral Interactive» выпустила версии игры для macOS и Linux вскоре после выхода последнего эпизода, 23 января 2020 года.
В отличие от первой игры и приквела Life is Strange 2 имеет официальную русскую локализацию. Первым официально переведённым на русский язык в серии стал спин-офф The Awesome Adventures of Captain Spirit.
Как и первая часть в серии, игра была разделена на пять эпизодов:
- Эпизод 1 — «Дороги» — дата выхода 27 сентября 2018 года.[3]
- Эпизод 2 — «Правила» — дата выхода 24 января 2019 года.[4]
- Эпизод 3 — «Глушь» — дата выхода 9 мая 2019 года.
- Эпизод 4 — «Вера» — дата выхода 22 августа 2019 года.
- Эпизод 5 — «Волки» — дата выхода 3 декабря 2019 года.

В 2019 году Гонсало Мартин, который озвучивал Шона Диаса, выиграл премию Британской Академии за лучшее исполнение главной роли.

## Игровой процесс
Решения, принятые в спин-оффе The Awesome Adventures of Captain Spirit будут влиять на сюжет Life Is Strange 2. При начале эпизода 2 игра при наличии установленного спин-оффа импортирует сохранение «Удивительные приключения Капитана Призрака» и принятые решения в нём.
При начале новой игры пользователь должен будет ответить на вопрос о выбранной концовке в Life is Strange, что в свою очередь повлияет на сцены в самой игре.

## Разработка
Перед началом производства Dontnod Entertainment решили, что Life Is Strange 2 будет содержать новую локацию, а также не будет продолжать историю Макс Колфилд, добавив новых персонажей. Директора игры Мишель Кох и Рауль Барбет рассказали, что работа над сиквелом началась в начале 2016, примерно в это же время в продажу поступили розничные версии предшественника. Life Is Strange 2 работает на движке Unreal Engine 4.

## Выпуск
В мае 2018 Les Échos сообщили о том, что игру выпустят до 2020. В следующем месяце выпуск первого эпизода был назначен на 27 сентября 2018 на Microsoft Windows, PlayStation 4 и Xbox One.
В начале августа 2018 появился первый сюжетный тизер игры, который был сделан в виде записи из патрульной полицейской машины. Детали сюжета в нём не раскрывались, но была указана дата — 28 октября 2016 года, то есть через 3 года после событий в Аркадии-Бэй. Разработчики объявили, что «все будет раскрыто» 20 августа 2018 г.
20 августа 2018 как и было обещано разработчиками появился первый трейлер игры. В нём были показаны главные герои Life is Strange 2 — 16-летний Шон и 9-летний Даниэль Диасы, проживающие на окраине Сиэтла. Следом на официальном Youtube канале появилось видео с первыми 20-минутами геймплея игры, из которого стало ясно, что основным протагонистом будет Шон, а также раскрывалась завязка сюжета, связанная с проявившимися сверхспособностями младшего из братьев Диас.
25 сентября издатели объявили, что эпизод 1 выйдет на день раньше запланированной даты — 26 сентября, причем обладатели консолей PS4 получат возможность установить игру сразу после полуночи.

## Эпизоды

### Синопсис
Действие игры начинается в октябре 2016 года, спустя 3 года после событий в первой части. В южном пригороде Сиэтла живёт 16-летний мексиканский латиноамериканец Шон Диас вместе с отцом-механиком Эстебаном и младшим 9-летним братом Даниэлем. В результате трагической случайности погибает Эстебан, из-за чего его двум сыновьям приходится оставить свой дом и прежнюю жизнь.

### Эпизод 1 — «Дороги»
Сюжет начинается, когда Шон возвращается домой из школы, собираясь вечером отправиться к другу на вечеринку по случаю Хэллоуина. Он собирает нужное для вечеринки в свой рюкзак, а затем звонит своей подруге-однокласснице Лайле. Во время их разговора в комнату Шона врывается Даниэль, хвастаясь придуманной им фальшивой кровью зомби для хэллоуинского костюма, Шон выпроваживает его. Он продолжает разговор с Лайлой, но через какое-то время слышит крики перед домом. Выбегая на улицу, главный герой видит как его брата задирает соседский мальчишка. В завязавшейся перепалке Шон толкает задиру, из-за чего тот падает на землю и ушибается о камень. В этот момент к дому подъезжает полиция. Видя бьющегося в конвульсиях соседа семьи Диас в окровавленной футболке, полицейский достаёт пистолет. Ситуация выходит из-под контроля, когда из дома выходит отец главных героев. В ходе конфликта Эстебана застреливает полицейский, после чего всех сносит взрывная волна. Придя в себя главный герой осознаёт, что их отец мёртв, а улица разрушена. Он хватает своего брата и рюкзак с вещами, после чего скрывается от полиции.
Два дня спустя братья бредут вдоль трассы и разговаривают о том, что произошло. Оказывается, Даниэль не помнит, что произошло после стычки с соседом и даже не знает, что их отец мёртв. Осознавая это, Шон решает не рассказывать правду и говорит, что братья просто пошли в поход. Шон знает, что он и его брат официально объявлены в розыск и числятся подозреваемыми в убийстве полицейского.
Продолжая свой путь, братья оказываются на АЗС. В магазине они добывают еду и берут карту местности, по которой решают, куда пойти дальше. В этот момент к ним подходит владелец заправки и упрекает братьев в краже продовольствия. Развязывается потасовка в ходе которой Шон теряет сознание, Даниелю же удаётся скрыться от владельца бензоколонки.
Шон приходит в сознание в подсобном помещении заправки, будучи прикованным к трубе отопления. Оказывается, владелец бензоколонки узнал братьев и собирается сдать их полиции. Шону удаётся вызволиться из заточения благодаря помощи Даниеля, который руководит действиями старшего брата. Избавившись от оков, братья собираются бежать, но Даниеля ловит владелец АЗС, после чего раздаётся грохот и мигает свет. В следующий момент владелец бензоколонки уже без сознания лежит на полу заправочной станции, в окружении товаров из собственного магазина. Шон с Даниелем, с помощью нового знакомого Броди, с которым пересекались ранее на заправке, уехали с неё. В машине выясняется, что в суматохе Даниель прихватил с собой щенка из магазина, которого называют Грибочек.
Спустя какое-то время машина останавливается у трассы на возвышенности над побережьем Орегона. В зависимости от выбранной концовки Life is Strange перед Шоном и Броди будет либо ночная панорама Аркадии-Бэй с работающим маяком, либо оставшиеся после торнадо руины. Даниэль спит в машине, в то время как у Шона с Броди происходит разговор, в котором Броди признаётся, что знает про то, что братьев разыскивает полиция, но становится на сторону Диасов и советует им бежать. Шон решает, что разумнее будет отправиться в Мексику в родной город их отца Пуэрто-Лобос, где у Эстебана находится во владении земельный участок на побережье. Узнав, что Даниэль до сих пор не знает правды об отце, Броди советует Шону не тянуть с рассказом, а также советует избавиться от мобильного телефона.
Броди привозит братьев в прибрежный мотель «Три тюленя», где снимает им комнату, даёт Шону новый большой рюкзак, а также наличные. Попрощавшись с Броди, Диасы идут в мотель, где Шон готовит ванную, чтобы обоим помыться с дороги. В это время Шон избавляется от телефона. Он пытается начать разговор о том, что произошло с их отцом, но Даниэль отвлекает его и просит принести газировки из автомата.
Согласившись, старший брат выходит из номера, кода в нём раздаётся грохот. Шон быстро возвращается и видит, что Даниэль окружён потоками ветра, снёсшими мелкие предметы и мебель в комнате, в то время как по телевизору транслируется сводка новостей о семье Диас. В отчаянии Даниэль обвиняет брата в том, что тот скрывал от него правду, но Шону удаётся его успокоить, после чего торнадо прекращается.
Эпизод завершается сценой, в которой братья едут на автобусе и ведут диалог о новых способностях Даниэля.

### Эпизод 2 — «Правила»
Сюжет частично продолжает историю из Удивительные приключения Капитана Призрака, но уже с точки зрения других персонажей.
Действие начинается 1 декабря 2016 года. Диасы так и не уезжают за пределы Орегона: сойдя с автобуса, они первое время живут в ночлежке для бездомных, но когда там пытаются украсть их вещи, то Даниэль чуть было не выплеснул свою силу и братья вынуждены снова бежать. Автостопом они добираются до заповедника «Уилламетт», где находят заброшенный коттедж, в котором живут до конца ноября. Днём Шон выбирается в город, где обыскивает мусорные баки в поисках еды, а в остальное время учит брата совладать с его силой — в спокойном состоянии Даниэль не способен испускать мощную волну телекинеза, как он это делает будучи возбуждённым, но к концу ноября он делает успехи и уже способен управляться с лёгкими по весу предметами. Шон настаивает, чтобы Даниэль следовал ряду правил, касающихся его дара: скрывал его; никому про него не рассказывал; применял его только в самых экстренных случаях. Однако по мере наступления зимы Даниэль начинает заболевать и Шон решает поменять маршрут и отправиться в Бивер-Крик, где живут их бабушка и дедушка по материнской линии, Клэр и Стивен Рэйнольдсы. Утром того дня, когда братья отправляются в путь, Грибочек погибает от лап пумы.
Вечером следующего дня Диасы добираются пешком до Бивер-Крика и предстают перед бабушкой и дедушкой. Рэйнольдсы счастливы увидеть внуков, но всё же просят Шона сказать им правду: что произошло в Сиэтле и какое отношение он имеет к смерти Киндреда Мэтьюза. Шон очень расплывчато объясняет им ситуацию, но так и не решается признаться, что Мэтьюза убил телекинез Даниэля. Рэйнольдсы всё же решают оставить внуков у себя, пока те не поправятся, но держать их изолированно от внешнего мира. Так проходит неделя, в течение которой братья сближаются с Рэйнольдсами и даже подумывают на время прекратить свои скитания. В какой-то момент Стивен вызывает Шона на откровенный разговор и признаётся, что, играя с младшим внуком, заметил его способности, но относится к этому спокойно. Из различных реплик и диалогов выясняется, что Рэйнольдсы впервые воочию видят Даниэля и что Карен Рэйнольдс ушла от мужа и детей в 2008 году, после чего Эстебан запретил Клэр и Стивену видеться с внуками. В доме Рэйнольдсов братьям приходится подчиняться другому ряду правил, одно из которых касается Карен: её уход из семьи также расстроил и её родителей, поэтому те окончательно вычеркнули дочь из жизни и просят внуков не спрашивать о ней. Шон равнодушно относится к этому, потому что аналогично обижен на мать, тогда как Даниэль, который совсем не помнит Карен, настроен куда менее негативно в отношении неё.
Однажды утром, когда братья гуляют на заднем дворе дома, Даниэль видит, как живущий по соседству 9-летний Крис Эриксен падает с дерева и тормозит его падение с помощью телекинеза. Будучи одногодками, мальчики быстро сближаются на почве интересов (Криса аналогично воспитывает отец-одиночка, потому что его мать погибла за несколько лет до этого). Шон, однако, недоволен, что Даниэль использовал свою силу, но ещё больше он приходит в беспокойство, когда на следующий день обнаруживает, что Крис уверовал, будто бы это он обладает некой суперсилой — Даниэль подыгрывает ему, тайком применяя свои способности, так как тот напоминает ему оставленных в Сиэтле друзей. Эриксены едут на местную ярмарку за рождественской ёлкой и зовут с собой Диасов — те соглашаются, пользуясь тем, что их бабушка и дедушка ушли в церковь. На ярмарке Шон знакомится с бродяжничающими неформалами, Люси «Кэссиди» Джонс и Финниганом «Финном» Мак-Намарой, которые остановились проездом в Бивер-Крике по пути в округ Гумбольдт, где у них, по их словам, «есть работа». Из разговоров с ними выясняется, что пара путешествует, заскакивая в товарные поезда. Вернувшись с ярмарки, Даниэль высказывает желание посмотреть наконец комнату матери — Клэр, не желая говорить о дочери, всё время держит её комнату запертой. Проникнув туда братья находят множество вещей, показывающих, какой их мать была в подростковом возрасте: она очень мечтала путешествовать и, видимо, тяготилась царящей в её доме атмосферой идиллии. Среди её вещей братья в какой-то момент обнаруживают письмо, пришедшее Рэйнольдсам совсем недавно: Карен узнала о происшествии в Сиэтле и просит родителей приютить мальчиков на случай если они к ним сунутся. И хотя она пишет, что хочет встретиться с сыновьями, но то, что она в качестве обратного адреса оставляет лишь абонентский ящик, наводит Шона на мысль, что впускать их в свою жизнь Карен не намерена.
Тут домой возвращаются Рэйнольдсы и Клэр ругает братьев за проникновение. В процессе ссоры Шон в запале говорит, что теперь ему понятно, почему Карен сбежала из семьи: она устала «жить по правилам», из-за чего ещё до замужества приняла решение о побеге. Клэр отвечает, что это не правда, что причина была в другом, но не успевает её назвать, потому что на Стивена случайно обрушивается шкаф. Независимо от того, применит ли Даниэль свою силу или нет, Стива вытаскивают из под шкафа, после чего в дом Рэйнольдсов стучится полиция: они получили наводку на Диасов. Клэр решает задержать полицейских у двери, а Стивен просит внуков отсидеться в гараже, но Шон не хочет, чтобы в случае чего Рэйнольдсов обвинили в соучастии и решает покинуть дом бабушки и дедушки. Попрощавшись с ними, братья сбегают через заднюю дверь дома. Дальнейшие события зависят от того, удалось ли ранее Шону уговорить брата признаться Крису насчёт суперсилы.
Если Шон не попросил Даниэля говорить Крису правду или же просил, но не смог его уговорить, то Диасы пробираются задними дворами со своего участка на участок Эриксенов и выбегают на дорогу, где их замечают полицейские в машине и едут в их сторону. Тут же на дорогу перед Диасами выскакивает Крис и выставляет вперёд руку, думая что он сможет остановить машину. Далее снова следует развилка, зависящая от того, поощрял ли Шон брата на использование силы или нет. В первом случае Даниэль, пользуясь тем, что Крис стоит к нему спиной, применяет силу и выбрасывает машину в кювет. Довольный Крис поворачивается к братьям, но затем видит Даниэля с вытянутой рукой и до него доходит правда. Шон второпях уводит заплаканного брата. Во втором случае Даниэль не применяет силу, машина тормозит, её заносит и она ударяет Криса частью заднего крыла. Даниэль бросается к Крису, но Шон его задерживает и, пользуясь замешательством полицейских, они сбегают. Если Шон уговорил Даниэля рассказать Крису правду, то Диасы пробираются на задний двор Эриксенов, где встречают Криса. Узнав, что им нужно бежать, он предлагает им воспользоваться обходной тропинкой рядом с их участком. На прощание он даёт Даниэлю свой красный плащ, который использовал для образа Капитана Призрака, после чего мальчики клянутся, что когда-нибудь встретятся вновь. В финале Диасы сидят возле железной дороги в ожидании поезда. В зависимости от предыдущих событий Даниэль будет корить себя за то, что либо обманывал Криса, либо внушил тому ложную надежду. В конечном итоге он заявляет брату, что устал убегать (захватив письмо Карен он высказывает предложение всё-таки связаться с матерью, но Шон полон решимости продолжить их путь до Пуэрто-Лобоса) и что его сила больше не приносит ему радости, потому что он совершенно не может разобраться как и когда ему следует её применять. Шон в ответ только говорит, что Даниэль должен в таких случаях прислушиваться к самому себе. Затем братья запрыгивают на проезжающий мимо товарный поезд.
В одной из предшествующих сцен выясняется, что Эстебан уже похоронен, а Бретт Ван Фостер пришёл в себя, но он был без сознания, когда погиб Киндред Мэтьюз, поэтому не может сказать ничего, что могло бы как-то помочь Диасам. Шон также может нарушить правило не контактировать с внешним миром и зайти с компьютера деда в соцсеть или позвонить Лайле: в первом случае выяснится, что на его странице куча гневных комментариев и только Лайла пытается его оправдать; во втором случае Лайла расскажет, как все скучают по Шону (но Дженн Мёрфи, в которую Шон был влюблён, уже встречается с другим), и как сама она от переживания за братьев (она признаётся, что ей уже пришлось соврать полиции) постоянно страдает бессонницей (если в предыдущем эпизоде Шон не звонил Лайле, то здесь он будет разговаривать с её матерью, которая скажет, что из-за бессонницы Лайлу пришлось поместить в психиатрическую больницу в Белвью).
После титров следует краткая сцена, где Кэссиди показывает Диасам плантацию марихуаны.

### Эпизод 3 — «Глушь»
В начале идёт небольшой пролог, разворачивающийся за три месяца до трагедии в Сиэтле. У Шона происходит стычка с Даниэлем из-за того, что последний без спросу вошёл в его комнату и что-то из неё вынес. Эстебан разнимает сыновей и собирается на работу, но перед уходом просит Шона помириться с братом, напоминая ему, что как бы отвратительно не вёл себя Даниэль, он всё же его брат и Шон должен подавать ему пример. Выясняется, что Шон часто вынужден жертвовать времяпровождением с друзьями в обмен на то, чтобы присматривать за Даниэлем, потому что приходящая няня их семье не по карману, и Шон, разумеется, не в восторге от этого. Шону удаётся достучаться до брата и тот признаётся, что вещь, которую он взял из комнаты Шона, — это детские ручные часы, так как Шон некоторое время назад обещал Даниэлю купить аналогичные, но не сделал этого. Из их разговора также выясняется, что, до того как стать подростком, Шон проводил много времени с братом, но затем постепенно стал отдаляться от него и Даниэль теперь страдает из-за этого. Когда Шон говорит, что через несколько лет Даниэль аналогично станет подростком и уже не будет испытывать нужды в Шоне, тот в запале говорит, что не хочет взрослеть. Шон разрешает брату оставить часы себе и на радостях Даниэль говорит, что будет носить их вечно.
Спустя неделю после побега из Бивер-Крика Диасы прибывают в Северную Калифорнию, где за отсутствием денег снова начинают бродяжничать, разыскивая еду на помойках и ночуя на открытом воздухе. Два месяца они перебиваются случайными заработками Шона в качестве разнорабочего. Поскольку Даниэль изъявляет желание увидеть море, то братья едут в Аркейту, где встречают Кэссиди и Финна. Те селят их в своём палаточном лагере, где живут такие же как они бродяжничающие неформалы. Братья быстро вливаются в новую компанию и даже раскрывают всем причину своих скитаний, но умалчивают о силе Даниэля. Новые друзья устраивают их на нелегальную работу на плантацию, где выращивают коноплю. Плантацией руководит Мерилл — человек суровый, требующий неукоснительного соблюдения правил, но в то же время проявивший к Диасам некое милосердие, так как он разрешил работать на плантации Даниэлю, хотя возраст последнего делает это незаконным. Из-за работы и редких возможностей уединиться братья постепенно забрасывают тренировки Даниэля. Именно здесь впервые с момента начала скитаний сплочённость братьев начинает давать крупную трещину. Если Шон впервые в своей жизни чувствует себя свободным и независимым, то Даниэль настроен куда менее оптимистично — из-за совершенно неподходящей для ребёнка обстановки он становится раздражительным, начинает всё больше тосковать по своей прежней жизни и неоднократно заявляет, что хочет ехать уже не в Мексику, а в Аризону, где, предположительно, живёт их мать Карен. На фоне всего этого Даниэль стал отдаляться от Шона и больше времени проводить с Финном. Шон одновременно и ревнует брата и в то же время постоянно опасается, что Даниэль или проболтается, или же не сможет скрыть свою силу. Но чем больше он пытается контролировать брата, тем больше Даниэль отталкивает его от себя. В какой-то момент Шон замечает, что Даниэль перестал носить те самые часы, а сам Даниэль в разговорах неоднократно стал заявлять, что он уже достаточно взрослый. Позже Даниэль говорит, что перестал их носить, потому что они стали ему малы, а затем признаётся брату, что их теперешнее положение заставляет его часто испытывать злость.
Основное действие начинается 23 февраля 2017 года. Отработав день на плантации вечером Шон всё-таки выкраивает время, чтобы потренировать брата на берегу близлежащего озера. После того, как Даниэль демонстрирует отличные результаты, показывающие, что он более чем сносно уже овладел телекинезом, у них с Шоном снова происходит стычка, когда Шон напоминает брату о том, чтобы тот молчал о своём даре. В ответ Даниэль напоминает ему, что они забросили тренировки, потому что он стал больше проводить времени с Финном, Кэссиди и остальными, а затем показывает, что ему просто страшно, что Шон окончательно забудет о нём. Когда Шон говорит, что страхи Даниэля слишком ребяческие для его возраста, Даниэль, с помощью силы, вытаскивает со дна озера здоровенную корягу гигантских размеров, после чего отпускает её в воду и уходит со словами, что он «больше не ребёнок». Шон шокирован тем, насколько озлобился его брат.
В конце следующего дня Мерилл приглашает к себе в офис Финна, Кэссиди, Шона и ещё одного парня из их компании, Джейкоба Хэкермана, к себе в офис, чтобы расплатиться с ними. Даниэля просят подождать снаружи, но он не слушается и решает подождать брата в приёмной офиса, где его ловит подручный Мерилла Джо. После этого Мэрилл отказывается платить Шону и объявляет, что братья уволены. Он приказывает Джо проучить Даниэля, но последний от страха заставляет лежащую на столе пепельницу врезаться в затылок к Джо. Хотя ребятам удаётся спасти Даниэля от расправы, взяв вину на себя, позже Диасы вынуждены рассказать Финну, Кэссиди и Джейкобу их тайну. Ближе к ночи Финн предлагает план: использовать силу Даниэля, чтобы ночью проникнуть в офис Мерилла, взломать его сейф и забрать причитающееся им деньги. В зависимости от того, согласится Шон с планом или нет, далее будут развиваться две сюжетные ветки.
Если Шон согласится, то он, Даниэль и Финн позже проникают в офис Мерилла, вскрывают сейф, но Мерилл их ловит, направив на них дробовик. Если Шон откажется, то позже он узнаёт, что Финн не послушался его и увёл Даниэля с собой. Тогда Шон и Кэссиди несутся за ними, в надежде перехватить их до того, как тех заметят. Они находят их в приёмной, где Финн пытается взломать дверь офиса. Шон с удивлением узнаёт, что Даниэль добровольно пошёл с Финном и одобряет его план. Далее Шон может либо согласиться участвовать в краже, либо отказаться. В первом случае Мерилл в дальнейшем ловит в офисе Диасов и Финна, но Кэссиди, которая с самого начала была против этой затеи, перед этим уходит во двор и поэтому избегает быть пойманной. Во втором случае Мерилл ловит всех четверых. Мерилл требует, чтобы они встали на колени с поднятыми руками. Финн отказывается, делая Даниэлю намёки, чтобы тот применил свою силу, но тот прибывает в нерешительности, после чего Мерилл бьёт Финна прикладом в живот. Далее, в зависимости от действий Шона, может погибнуть либо Мерилл, либо Финн, либо они оба будут убиты, что в свою очередь приведёт к тому, что Даниэль может получить или не получить пулевое ранение в предплечье. В итоге всё завершается тем, что у Даниэля происходит мощнейший всплеск телекинеза. В следующей сцене демонстрируется утро следующего дня, где посреди разгромленного офиса Мерилла лежат тела самого Мерилла и Финна (и, в зависимости, Кэссиди). Рядом с ними лежит Шон с окровавленным лицом и осколком стекла в левом глазу.
Эпилог после титров демонстрирует одиноко бредущего по дороге в степях Невады Шона, а за кадром неизвестный полицейский сообщает, какое наказание ему грозит за убийство Киндреда Мэтьюза.

### Эпизод 4 — «Вера»
В начале демонстрируется сон Шона, где они с Даниэлем сидят на возвышенности в национальном парке «Маунт-Рейнир» (из первого эпизода). Даниэль извиняется перед Шоном за то, что произошло на плантации, говорит, что он один и ему тут плохо, и просит Шона забрать его отсюда, после подходит к обрыву и бросается вниз.
Спустя несколько недель после взрыва в офисе Мерилла Шон выходит из комы в больнице Сакред-Хоуп в Северной Калифорнии. Его левый глаз спасти не удалось, из-за чего у Шона теперь пожизненно нарушено восприятие глубины резкости. Между тем, следствие в самом разгаре — плантация Мерилла закрыта, а Даниэль объявлен в розыск в четырёх Штатах. Финн аналогично находится в больнице под следствием (если Кэссиди была на плантации, то её выписали за некоторое время это начала действия). 11 апреля 2017 года Даниэлю исполняется 10 лет и лишь желание отыскать его не даёт Шону психически сломаться.
Основное действие начинается 9 мая 2017 года. К Шону в палату приходит занимающаяся их делом оперативник ФБР Мария Флорез, которая сообщает, что как только Шон окончательно поправится (что намечено уже назавтра), то его этапируют в исправительную колонию Джолина-Шор, но он может облегчить свою участь, если наконец скажет правду: кто убил Киндреда Мэтьюза и из-за чего произошёл взрыв на плантации. Шон упорно молчит о силе Даниэля в первом случае, а во втором ссылается на то, что потерял сознание, но Флорез понимает, что он знает, что и почему произошло, но не хочет говорить. Напоследок она говорит, что Клэр и Стивен Рэйнольдсы оповещены насчёт его ареста, но вот отыскать их с Даниэлем мать Карен не удалось. Затем в палату приходит медбрат Джоуи Питерсон, который сочувствует Шону (но в то же время старается держать нейтральную позицию), и тайком приносит ему его дневник. В дневнике Шон неожиданно находит на одной из страниц зашифрованную запись, сделанную Джейкобом, в которой тот сообщает, что забрал Даниэля к себе домой. Найдя запись про Джейкоба Шон узнаёт, что домом Джейкоба является некое местечко Хейвен-Пойнт в штате Невада. Той же ночью он сбегает из больницы, угнав со стоянки машину одной из медсестёр.
На рассвете он пересекает границу Невады и целый день проводит в пути, после чего для него начинается череда передряг: сначала следующей ночью он натыкается на расистки настроенных Чеда и Майка Уилсонов (так как Шон случайно заехал, с их слов, на территорию их собственности), а затем у машины заканчивается бензин и Шон вынужден двигаться дальше пешим ходом под палящим солнцем. В конечном итоге он добирается до Хейвен-Пойнт, которое представляет собой небольшую церковную общину во главе с женщиной по имени Лисбет Фишер. Там Шон с удивлением узнаёт, что Даниэль является своего рода знаменитостью общины — Лисбет позиционирует его и его телекинез как ангелоподобное существо с божьим даром. Прямо на его глазах Даниэль проносит по воздуху здоровенный алтарный крест. Даниэль с радостью встречает брата и раскаивается в том, что сбежал с плантации. Лисбет, однако, отказывается отдавать Даниэля Шону, считая, что образ жизни, который они вели, будучи в бегах, был слишком порочным и опасным для Даниэля, и требует от Шона покаяния, если он хочет остаться в общине. Даниэль аналогично отказывается уходить, говоря, что «его дом теперь тут», и кажется целиком подверженным влиянию Лисбет. Шон отказывается каяться и прямым текстом говорит, что Лисбет пытается наживаться на Даниэле — он видел, что феномен Даниэля увеличивает поток прихожан, а вместе с ними и подаяний. Шона силой выпроваживают за пределы общины, после чего к нему подходит женщина, в которой он с удивлением узнаёт их мать Карен. Не говоря никаких приветствий, Карен коротко говорит, что Шону не удастся забрать Даниэля силой и просит поехать с ней.
Она привозит его в мотель «Песчаный змей», где наконец раскрывает правду про себя: выйдя замуж за Эстебана и родив Шона, Карен начала чувствовать, что роль жены и матери не для неё, а после рождения Даниэля окончательно осознала, что все эти годы занималась самообманом. Из их диалога выясняется, что Даниэль вырос с чувством вины, потому что считал, что Карен бросила их, так как не могла с ним справиться. Она признаёт, что у Шона есть все причины ненавидеть её, но в данный момент им следует держаться вместе, чтобы вырвать Даниэля из-под влияния Лисбет. Затем она рассказывает, что на данный момент живёт в Аризоне, и что приехала в Хейвен-Пойнт, потому что с ней на связь вышел Джейкоб с помощью того письма, которое братья нашли во втором эпизоде. Они выходят с ним на связь и тот, встретившись с Шоном, раскаивается, говоря, что в ту ночь Даниэль вернулся в их лагерь в состоянии глубокого шока, а затем туда нагрянула полиция, но Джейкобу удалось тайком увезти мальчика с собой. Лихорадочно соображая, что делать дальше, он решил, что Даниэлю в таком состоянии будет как нельзя лучше в Хейвен-Пойнте, но увидев, что с ним делает Лисбет, понял, что ошибся, и попросил у Даниэля письмо Карен и так вышел с ней на связь. Джейкоб предлагает план: среди детей общины есть его младшая сестра Сара-Ли, которая близко дружит с Даниэлем. Сара-Ли серьёзно больна, но Лисбет, как и все фундаменталисты, отрицает науку и пытается вылечить её с помощью молитв, хотя Джейкоб уверен, что Лисбет только занимается показухой: он просит проникнуть в дом Лисбет и заглянуть в её ящик, где хранятся личные дела всех членов общины, чтобы узнать, чем на самом деле больна Сара-Ли, после чего он пойдёт за девочкой, а Шон пойдёт за братом. Карен же должна будет стоять на стрёме.
В доме Лисбет Шон может выяснить, что Даниэль на самом деле равнодушен к религии, которую ему навязывает Лисбет, и подвержен её влиянию только из-за апатии, которая у него вызвана чувством вины. Также выясняется, что Лисбет действительно совершенно чужд аскетизм и она сама вынуждена общаться с докторами, что до основания Хэйвен-Пойнт она была изгнана из прихода другой церкви, что она пытается усыновить Даниэля, и что она перехватила ответное письмо Карен для Джейкоба. Найдя документы Сары-Ли, они выясняют, что у девочки пневмония. Затем Шон находит документы Джейкоба и с удивлением узнаёт, что он гомосексуален и община пыталась «лечить» его от этого трудотерапией. Джейкоб, в силу своего возраста, сам отказывался принять себя и в итоге докатился до самовредительства, после чего Лисбет заявила ему, что он должен покинуть общину, чтобы окончательно разобраться в самом себе.
Оказавшись в церкви, где в этот момент Даниэль проповедует с Лисбет, Карен шокирована, когда видит, что её младший сын обладает телекинезом, а Даниэль, в свою очередь, шокирован, впервые увидев мать. Карен первой пытается достучаться до него, но все её аргументы разбивает Лисбет — назвав Карен блудницей она напоминает той, что та, бросив сыновей в своё время, тем самым отреклась от них. Тогда в дело вступает Шон, но когда он приближается к Даниэлю, тот, находясь ещё под влиянием Лисбет (которая всё это время внушала ему, что Шон опасен для него), отшвыривает его телекинезом, но одновременно одна из-за зажжённых в церкви свечей падает с алтаря и начинает разгораться пожар. Шон не сдаётся — несмотря на то, что подручный Лисбет, Николас, всё время пытается кулаками заставить Шона замолчать, тому удаётся вырвать брата из-под влияния Лисбет, напомнив ему об их братских узах. Апогея ситуация достигает, когда Николас направляет на Шона пистолет. После этого у Даниэля окончательно спадает пелена с глаз и он отшвыривает Николаса телекинезом. Братья с матерью идут к выходу уже окончательно полыхающей церкви, но на их пути встаёт Лисбет: либо её застреливает Шон, либо душит своей силой Даниэль, либо он же отшвыривает её. В итоге, они покидают церковь, которую окончательно охватывает огонь.
Они встречаются с Джейкобом и Сарой-Ли, которые затем уезжают из общины (поскольку ранее Джейкоб признался, что вместе с Даниэлем забрал все деньги Шона, которые тот заработал на плантации, то Шон может как потребовать деньги назад, так и оставить их все Джейкобу, потому что тот потратит их на лечение Сары). После этого оба брата садятся в машину к матери и вместе с ней тоже покидают Хейвен-Пойнт. Через какое-то время сидящий позади Шона Даниэль обнимает его за шею.
После титров следует сцена, демонстрирующая стену американо-мексиканского барьера, а за кадром Шон спрашивает Даниэля, готов ли тот к дальнейшим действиям.

### Эпизод 5 — «Волки»
Карен привозит сыновей в маленькую незарегистрированную общину «Away» (Даль) в глуши на северо-западе Аризоны. Община малочисленна и населена в основном людьми, которые бежали либо от своего прошлого, либо от предрассудков общества. Силу Даниэля не скрывают, но жители общины воспринимают его дар спокойно и он впервые использует её, не таясь ни перед кем. В то же время Даниэль страдает от ночных кошмаров про Лисбет Фишер и мучается чувством вины за то, что сделал брата инвалидом. Одновременно с этим их отношения с матерью идут на лад.
Действие начинается 2 июля 2017 года. Братья просыпаются на утёсе Большого каньона, где предшествующей ночью наблюдали за звёздами. Через какое-то время в общину возвращается ездившая в ближайший город за покупками Карен в компании Дэвида Мэдсена (одного из героев первой части). Вечером Карен зовёт сыновей обратно на утёс и показывает, что по случаю грядущего Дня независимости, она купила воздушные фонарики, которые они затем запускают. Карен признаётся, что им грозит опасность — в городе они с Дэвидом узнали из газет, что ФБР вышли на их след после пожара в Хейвен-Пойнте и Карен теперь тоже в розыске, а благодаря ответному письму, которое она послала Джейкобу, федералы знают, что искать их нужно именно в этой части Штата. Братья с сожалением признают, что им придётся отправиться в путь и на следующий день собираются в дорогу. Дэвид снабжает их специальной рацией, настроенной на частоту местной полиции, чтобы они заранее знали, где ожидать возможной засады, но в то же время советует Шону добровольно сдаться властям. Карен излагает свой план: она отвлечёт внимание федералов на себя, тогда братья смогут без препятствий добраться до барьера.
Побочная сюжетная линия с Дэвидом Мэдсеном зависит от того, был ли город Аркадия-Бэй разрушен ураганом. В обеих вариантах события первого сезона привели к тому, что Дэвид осел в «Дали». Если Аркадия-Бэй был спасён, а Хлоя Прайс — погибла, то выяснится, что Дэвид страдал от чувства вины, что привело к его разводу с матерью Хлои Джойс (которая тоже уехала из города и стала путешествовать). В разговоре с Шоном Дэвид кается, что не сумел вовремя понять падчерицу и только теперь понял, что та чувствовала на самом деле. Если Аркадия-Бэй был уничтожен, то Дэвид расскажет, что Хлоя и Макс Колфилд в числе первых покинули город и, по его словам, они «не оборачивались назад». За это он первое время презирал их и остался в городе, пытаясь восстановить их дом, но, не сумев справиться со смертью Джойс, понял, что Макс и Хлоя решили оставить своё прошлое, и ему следует поступить так же. Через какое-то время он встретился с Хлоей, и они наконец помирились (в этом варианте Дэвид скажет, что Хлоя и Макс иногда заезжают к нему в «Даль», и в какой-то момент он назовёт Хлою дочерью, а не падчерицей). В какой-то момент Шон может подслушать телефонный разговор Дэвида, чьё содержание разнится в зависимости от сюжетных веток: в первом варианте он будет разговаривать с Джойс (здесь выяснится, что Нейтан Прескотт сидит за решёткой, но у Дэвида есть опасения, что влияние его семьи и их адвокаты могут его вытащить оттуда), во втором варианте Дэвид будет разговаривать с Хлоей (выяснится, что Хлоя и Макс находятся в Нью-Йорке, где Макс безуспешно пытается выставить свои работы в одной местной галерее). Второй вариант также более информативен в плане предметов, которые Шон может найти в трейлере Дэвида и рядом с ним: неподалеку от трейлера можно найти доску с детским рисунком Макс и Хлои, а внутри него — фотографию Макс и Хлои и письмо от Виктории Чейз.
Весь день братья едут в машине. По пути Даниэль снова заводит разговор о целесообразности их бегства в Мексику: его тревожит, что они снова останутся без денег и, к тому же, он не знает испанского. На следующий день, 4 июля, братья добираются до стены. Здесь же они слышат по рации, что федералы нагрянули в «Даль» и арестовали их мать, но Шон выражает надежду, что это было сделано с целью запугать их, и Карен в конечном итоге отпустят. К ужасу Шона, стена оказывается внушительным и прочным сооружением, из-за чего Даниэль оказывается на грани физического упадка сил, когда ему удаётся пробить в ней брешь. После этого они идут обратно к своей машине, но тут раздаётся выстрел и Даниэль получает пулевое ранение в плечо. Он теряет сознание и пока Шон пытается привести его в чувство, к ним подъезжают на джипе отец и дочь, Люк и Мэдисон Райты, — агрессивно настроенные самоуправцы, патрулирующие стену на наличие незаконных мигрантов. Не зная всей картины в целом, они принимают Диасов за перебежчиков, прорвавшихся со стороны Мексики (они думают, что братья взорвали стену, чтобы открыть проход большой группе беглецов), и не верят Шону, когда тот говорит им, что они граждане США (издали они не видели, что Даниэль ребёнок). Соображая, что им делать, они валят Шона на землю и надевают ему на голову мешок. Через некоторое время к месту происшествия подъезжает полиция из ближайшего участка. Офицер Патрик Кэмпбелл, узнав, что натворили Райты, арестовывает их. Одновременно, на свою беду, Шон, видя, как полицейский уносит в машину Даниэля, зовёт брата по имени, и Патрик сразу понимает, кто перед ним. Шона тоже арестовывают и ведут в машину.
Шон просыпается в камере местного патрульного участка, где вместе с ним сидит супружеская чета мексиканцев, Диего и Карла Моралезы, арестованных за неудачную попытку пересечения границы. Разговаривая с ними на испанском и одновременно ругаясь с сидящими в соседней камере Райтами, Шон с удивлением узнаёт, что Моралезы хотят попасть в Штаты, потому что в Мексике царит произвол преступности и беззакония. Несмотря на возражения Шона, Моралезы стоят на своём и твёрдо уверены, что в США они будут в гораздо большей безопасности. Они сообщают Шону, что у Даниэля небольшое ранение в плечо, и в данный момент он находится в медпункте участка. Приходит Патрик и уводит Шона в комнату для допросов, где сообщает, что Мария Флорез уже в пути, что Карен уже допрошена и взяла на себя ответственность за поджог в Хейвен-Пойнте, и просит Шона в последний раз дать признательные показания и сказать наконец правду: почему, начиная со дня трагедии в Сиэтле, везде, где появляются Диасы, происходят непонятные взрывы и происшествия. В процессе разговора в комнате начинает мигать свет, а за дверью раздаётся грохот. Шон, понимая что происходит, пытается предупредить Патрика, но тот ему не верит и подходит к двери. В следующую секунду Даниэль с перевязанной рукой распахивает дверь с помощью своей силы, и от удара полицейский теряет сознание. Братьям удаётся выбраться из участка, после чего они садятся в их машину и едут по дороге прямо к пропускному пункту, расположенному неподалеку. На пути туда они слышат по рации, как полиции и федералам дают на них ориентировку — их называют вооружёнными и очень опасными.

### Финал
В отличие от первого сезона и его приквела, во втором — четыре различных концовки.
Братья подъезжают к пограничному пункту пропуска, где путь им преграждает толпа вооружённых федералов во главе с Марией Флорез, которая в мегафон просит Шона проявить благоразумие и сдаться. Путь к отступлению им тоже отрезают. Не выдержав Шон раскаивается в своём безалаберном поведении, которое привело к трагедии в тот день, и рисует Даниэлю нерадушную картину: если они сейчас сдадутся, то их разлучат. Поэтому, он говорит Даниэлю, что тот теперь уже достаточно взрослый, чтобы контролировать собственную жизнь. В ответ Даниэль просит Шона рассказать, чем же закончилась сказка о двух братьях-волках, которая красной нитью проходит через всё повествование игры. Шон доходит до места, где братья попали в засаду на границе, а далее игроку предлагается выбрать финал истории: «Братья прорвались» (попытаться прорваться через оцепление) или «Братья сдались» (сдаться федералам). Оба выбора порождают ещё два варианта развития событий каждый, которые зависят от того, какой уровень морали Шон сумел привить Даниэлю за всё это время: от этого зависит то, согласится ли Даниэль с действиями Шона или воспротивится им.
- Шон решил сдаться, Даниэль согласился. Братья выходят с поднятыми руками и федералы арестовывают Шона. Когда его уводят, он кричит Даниэлю на прощание, чтобы тот не забывал, кто он есть (то есть, не пытался его освободить и использовать силу направо и налево). Шон берёт всю вину на себя, Даниэля отдают под опеку Рэйнольдсов, где он начинает жить обычной жизнью, но скрывает свою силу от общества. Спустя 15 лет Даниэль и Карен (если Шон звонил в первых двух эпизодах Лайле то она будет присутствовать вместе с ними) встречают Шона на выходе из тюрьмы. Далее братья совершают поездку в «Маунт-Рейнир», где проводят ночь на том самом привале у реки. Однако в какой-то момент Шон даёт волю эмоциям. На следующее утро он садится в машину и уезжает, после чего Даниэль садится в свою машину, где тоже не может сдержать слёз — становится понятно, что их с Шоном связь уже не будет прежней: Шон жалеет о потерянных в заключении годах, и Даниэль корит себя за это.
- Шон решил сдаться, Даниэль отказался. Даниэль отказывается верить, что всё их путешествие было напрасным. Впав в ярость он сначала блокирует двери, потом заводит мотор и направляет машину вперёд. Когда по ним открывают огонь, Даниэль выставляет силовой барьер, расшвыривает федералов и выламывает приграничные ворота. Оказавшись на территории Мексики, он с ужасом обнаруживает, что Шон получил пулевое ранение в горло и умер. Спустя шесть лет Даниэль живёт в Пуэрто-Лобосе, но его жизнь полна криминала — он одиночка, постоянно оказывающийся ввязанным в мошенничество, кражи и разборки с местными криминальными группировками. Даниэль, покрытый татуировками и шрамами с выкрашенными волосами, сидит на побережье, где расположен участок их отца с недостроенным домом, и рисует в блокноте брата. Закончив рисовать, он идёт к дому, где у него устроен маленький алтарь в честь Шона, и кладёт на него рисунок, изображающий волка, воющего на луну. К нему сзади подходят два вооружённых парня и девушка, которые начинают ему угрожать. Даже не выставив вперёд руку, Даниэль отшвыривает одного парня и девушку, а когда третий направляет на него пистолет, Даниэль заставляет его приставить пистолет к своему подбородку. Но затем он отпускает троицу и уходит прочь по берегу.
- Шон решил прорваться, Даниэль отказался. Шон газует и просит брата расчистить им проезд. Даниэль, считая что он должен наконец заслужено понести ответственность за гибель Киндреда Мэтьюза, протестует, крича, что больше не хочет никому вредить. Федералы открывают по машине огонь и Даниэль отшвыривает их машины, но самих федералов не трогает. Даниэль вышибает приграничные ворота, после чего говорит, что им придётся расстаться и просит брата не возвращаться за ним. Он выбивает дверь и выпрыгивает на ходу, Шон пересекает границу. Лёжа на асфальте, заплаканный Даниэль выражает надежду, что в Мексике Шон будет счастлив. Федералы арестовывают Даниэля, который не сопротивляется. Его, очевидно, признают соучастником и спустя шесть лет он живёт у Рэйнольдсов под домашним арестом с GPS-браслетом на лодыжке, но изредка применяет силу на пользу общества. Он разговаривает с матерью по телефону, после чего подходит Клэр и показывает ему пришедшее к ним письмо, адресованное лично Даниэлю. Даниэль отдаёт ей трубку (подразумевается, что Карен помирилась с родителями) и вскрывает конверт, в котором находит фотографии, показывающие, что Шон счастливо живёт в Мексике (в зависимости от действий Шона в третьем эпизоде, Даниэль найдёт фотографию, на которой изображён либо только один Шон, либо Шон и Кэссиди, либо Шон и Финн), и горсть песка с побережья Пуэрто-Лобоса. Даниэль посылает Клэр фотографии по воздуху, после чего смотрит на растущее на заднем дворе дерево, где на коре вырезано изображение двух волков с надписью «wolf brothers».
- Шон решил прорваться, Даниэль согласился. Даниэль выходит из машины и мощными ударами сносит подступающих федералов. Тогда по нему, несмотря на протесты Марии Флорез, открывают огонь, но Даниэль выставляет силовой барьер. Затем он сносит машины федералов, их самих и приграничные ворота, после чего братья пересекают границу. Спустя шесть лет они отстроили дом отца и открыли в нём автомастерскую. Но, даже несмотря на это, им приходится иногда вступать в конфликты с местным криминалом. Даниэль, сидя в офисе, листает блокнот брата и в какой-то момент замечает, как Шону угрожают пистолетом два парня с девушкой (те же самые персонажи, что и во второй концовке). Даниэль отшвыривает парня с девушкой, а третьему парню заламывает руку с пистолетом за спину с помощью телекинеза, после чего поднимает того в воздух, но затем отпускает троицу. Те уходят, Шон подбирает пистолет и запирает его в сейфе. Братья выходят на заднюю веранду, обращённую к морю, где, обнявшись и распивая пиво, любуются пейзажем.

## Отзывы
| Игра                  | GameRankings                 |
| --------------------- | ---------------------------- |
| Episode 1: Roads      | - PC: 83,88 % - PS4: 81,95 % |
| Episode 2: Rules      | 73,18 %                      |
| Episode 3: Wastelands | 76,58 %                      |